# Dilkea retusa
Dilkea retusa är en passionsblomsväxtart som beskrevs av Maxwell Tylden Masters. Dilkea retusa ingår i släktet Dilkea och familjen passionsblomsväxter. Inga underarter finns listade i Catalogue of Life.